# Two and a Half Men (3.ª temporada)
A terceira temporada de Two and a Half Men foi transmitida entre setembro de 2005 e maio de 2006 pelo canal CBS. A Classificação Indicativa de todos os episódios da temporada é de Não Recomendado Para Menores de 12 Anos.

## Elenco
- Charlie Sheen - Charlie Harper
- Jon Cryer - Alan Harper
- Angus T. Jones - Jake Harper
- Conchata Ferrell - Berta
- Holland Taylor - Evelyn Harper
- Melanie Lynskey - Rose
- Marin Hinkle - Judith Melnick
- April Bowlby - Kimber/Kandi (durante esta temporada e alguns episódios da quarta temporada)
- Emmanuelle Vaugier - Mia (durante esta temporada e uma participação especial na quinta, sexta e sétima temporada)

## Prêmios e indicações
| Ano  | Resultado | Categoria                                                    | Prêmio              | Artista |
| ---- | --------- | ------------------------------------------------------------ | ------------------- | --- |
| 2006 | Indicado  | Melhor Série de Comédia                                      | Emmy Awards         | - |
| 2006 | Indicado  | Melhor Ator em uma Série de Comédia                          | Emmy Awards         | Charlie Sheen                                                                                                |
| 2006 | Indicado  | Melhor Ator Coadjuvante em uma Série de Comédia              | Emmy Awards         | Jon Cryer |
| 2006 | Indicado  | Melhor Ator Convidado em uma Série de Comédia                | Emmy Awards         | Martin Sheen                                                                                                 |
| 2006 | Indicado  | Melhor Mixagem de Som Multicâmera para uma Série ou Especial | Emmy Awards         | Bob La Masney, Charlie McDaniel, Kathy Oldham, Bruce Peters pelo episódio "The Unfortunate Little Schnauzer" |
| 2006 | Ganhou    | Melhor Edição de Multicâmera para uma Série                  | Emmy Awards         | Joe Bella pelo episódio "That Special Tug"                                                                   |
| 2006 | Indicado  | Melhor Fotografia para uma Série de Multicâmera              | Emmy Awards         | Steven V. Silver pelo episódio "Carpet Burns And A Bite Mark"                                                |
| 2006 | Indicado  | Melhor Ator em uma Série de Televisão - Musical ou Comédia   | Golden Globe Awards | Charlie Sheen                                                                                                |

## Episódios
| Nº na série | Nº na temporada | Título                                                             | Dirigido por   | Escrito por                                                                                  | Exibição original       | Audiência (milhões) |
| --- | --------------- | ------------------------------------------------------------------ | -------------- | -------------------------------------------------------------------------------------------- | ----------------------- | ------------------- |
| 49 | 1               | "Weekend in Bangkok with Two Olympic Gymnasts" "Chama o Cara"      | Gary Halvorson | Chuck Lorre e Lee Aronsohn                                                                   | 19 de setembro de 2005  | 15.04               |
| Após cair do telhado, Alan pede para que Charlie cuide de Jake. Charlie aceita mas não percebe que terá que levá-lo pra sair, jantar fora, alugar vídeo game e etc. Citação do título: Charlie, depois que Alan lhe pergunta se seus machucados formam a frase "weekend dad". |                 |                                                                    |                |                                                                                              |                         |                     |
| 50 | 2               | "Principal Gallagher's Lesbian Lover" "Que Peitão"                 | Gary Halvorson | História: Susan Beavers e Eddie Gorodetsky Roteiro: Chuck Lorre e Lee Aronsohn               | 26 de setembro de 2005  | 14.37               |
| A diretora da escola de Jake exige ter uma reunião imediata com Alan a respeito de um desenho que Jake fez de uma colega de seios grandes. Citação do título: Alan, falando sobre uma mulher que pode aparecer na casa para lhe dar um surra. |                 |                                                                    |                |                                                                                              |                         |                     |
| 51 | 3               | "Carpet Burns and a Bite Mark" "Relembrando o Passado"             | Gary Halvorson | História: Chuck Lorre Roteiro: Lee Aronsohn e Don Foster                                     | 3 de outubro de 2005    | 14.21               |
| Charlie fica surpreso ao saber que Alan tem saído com Judith, a ex-esposa. Charlie teme que, caso Alan e Judith reatem, ele não veja Jake com tanta frequência. Citação do título: Charlie, explicando para Alan como um jantar pode acabar bem. |                 |                                                                    |                |                                                                                              |                         |                     |
| 52 | 4               | "Your Dismissive Attitude Toward Boobs" "Cai Fora"                 | Gary Halvorson | História: Chuck Lorre e Lee Aronsohn Roteiro: Eddie Gorodetsky e Mark Roberts                | 10 de outubro de 2005   | 15.24               |
| Charlie fica enfurecido com Alan quando ele permite que Berta se mude para a casa de praia por alguns dias. Citação do título: Charlie, quando Jake diz que não quer ver um filme para maiores. |                 |                                                                    |                |                                                                                              |                         |                     |
| 53 | 5               | "We Called It Mr. Pinky" "Trauma Sexual"                           | Gary Halvorson | História: Mark Roberts e Susan Beavers Roteiro: Chuck Lorre e Lee Aronsohn                   | 17 de outubro de 2005   | 15.56               |
| Quando uma mulher que tem dormido com Charlie diz que o ama, ele não responde da melhor forma e passa a sofrer de impotência. Citação do título: Evelyn, para Charlie, dizendo o apelido para seu pênis. |                 |                                                                    |                |                                                                                              |                         |                     |
| 54 | 6               | "Hi, Mr. Horned One" "Oi, Senhor Chifrudo"                         | Gary Halvorson | História: Eddie Gorodetsky e Mark Roberts Roteiro: Chuck Lorre e Lee Aronsohn                | 24 de outubro de 2005   | 16.77               |
| Charlie acha o máximo sair com Isabella (Jodi Lyn O'Keefe), uma mulher selvagem e sexualmente desinibida – até Alan mencionar que ela é uma sinistra adoradora de Satã. Citação do título: Jake, durante uma sessão espírita com Isabella. |                 |                                                                    |                |                                                                                              |                         |                     |
| 55 | 7               | "Sleep Tight, Puddin' Pop" "Dorme Bem, Pudinzinho"                 | Gary Halvorson | História: Eddie Gorodetsky e Don Foster Roteiro: Chuck Lorre e Lee Aronsohn                  | 7 de novembro de 2005   | 16.19               |
| Charlie acaba em uma situação comprometedora quando fica bêbado e passa a noite com Rose, sua perseguidora, para comemorar o aniversário dela. Citação do título: Harvey, espiando Evelyn enquanto ela está indo dormir na casa de Charlie. |                 |                                                                    |                |                                                                                              |                         |                     |
| 56 | 8               | "That Voodoo That I Do Do" "Meu Negócio é Mulher"                  | Gary Halvorson | História: Chuck Lorre e Lee Aronsohn Roteiro: Eddie Gorodetsky e Mark Roberts                | 14 de novembro de 2005  | 15.17               |
| Quando as propostas românticas de Charlie a Mia (Emmanuelle Vaugier), uma bela professora de balé, são rejeitadas, Charlie tenta provar a Alan que consegue convencer Mia a sair com ele. Primeira aparição de: Mia Citação do título: Charlie, sobre conquistar Mia. |                 |                                                                    |                |                                                                                              |                         |                     |
| 57 | 9               | "Madame and Her Special Friend" "O Amigo Especial da Madame"       | Asaad Kelada   | História: Jeff Abugov e Susan Beavers Roteiro: Chuck Lorre e Lee Aronsohn                    | 21 de novembro de 2005  | 15.74               |
| Norma (Cloris Leachman), uma mulher rica e mais velha, está interessada em Alan. Primeira aparição de: April Bowlby como Kimber (Ela foi renomeada para "Kandi" nos episódios posteriores) Citação do título: Bobby o garçom, anotando o pedido de Norma e Alan. |                 |                                                                    |                |                                                                                              |                         |                     |
| 58 | 10              | "Something Salted and Twisted" "Agradando as Mulheres"             | Rob Schiller   | História: Eddie Gorodetsky e Mark Roberts Roteiro: Chuck Lorre e Lee Aronsohn                | 28 de novembro de 2005  | 16.53               |
| Alan organiza um jantar em família para celebrar a publicação de um artigo de jornal que o descreve como "bom médico, bom vizinho e bom homem". Citação do título: Charlie, depois que a garçonete do bar lhe oferece pretzels. |                 |                                                                    |                |                                                                                              |                         |                     |
| 59 | 11              | "Santa's Village of the Damned" "Noite de Natal"                   | Rob Schiller   | História: Chuck Lorre e Lee Aronsohn Roteiro: Don Foster e Susan Beavers                     | 19 de dezembro de 2005  | 17.71               |
| Quando Alan sai com Sandy (Josie Davis), professora de culinária, ele e Charlie engordam. Citação do título: Charlie, depois de ver sua casa decorada pela namorada de Alan. |                 |                                                                    |                |                                                                                              |                         |                     |
| 60 | 12              | "That Special Tug" "Aperto Especial"                               | Rob Schiller   | História: Don Foster e Susan Beavers Roteiro: Chuck Lorre e Lee Aronsohn                     | 9 de janeiro de 2006    | 17.20               |
| Charlie e Alan levam Jake à casa de um amigo e vão ao cinema juntos, mas a noite é arruinada quando Alan surta. Citação do título: Charlie, contando a duas mulheres sobre sua "depressão". |                 |                                                                    |                |                                                                                              |                         |                     |
| 61 | 13              | "Humiliation is a Visual Medium" "Humilhação"                      | Rob Schiller   | História: Chuck Lorre e Lee Aronsohn Roteiro: Mark Roberts e Eddie Gorodetsky                | 23 de janeiro de 2006   | 17.07               |
| Ninguém acredita quando Charlie diz que seu relacionamento com Mia está ficando sério. Todos acham que ele está mentindo. Citação do título: Alan, explicando a Charlie como ele pode conseguir o perdão de Mia. |                 |                                                                    |                |                                                                                              |                         |                     |
| 62 | 14              | "Love Isn't Blind, It's Retarded" "O Amor Não é Cego, é Retardado" | Gary Halvorson | História: Chuck Lorre, Lee Aronsohn e Jeff Abugov Roteiro: Don Foster e Susan Beavers        | 6 de fevereiro de 2006  | 16.33               |
| Depois de um mês e meio de abstinência, Charlie está louco para dormir com Mia. Citação do título: Charlie, enquanto ele conversa com Alan sobre sua consumação. |                 |                                                                    |                |                                                                                              |                         |                     |
| 63 | 15              | "My Tongue is Meat" "Carnívoro"                                    | Gary Halvorson | História: Eddie Gorodetsky e Mark Roberts Roteiro: Chuck Lorre e Lee Aronsohn                | 27 de fevereiro de 2006 | 17.04               |
| Mia não concorda com o estilo de vida de Charlie. Ele não consegue acompanhar a rotina saudável que Mia incorporou ao relacionamento. Citação do título: Charlie, depois que Mia o beija e nota que seu hálito está cheirando a carne. |                 |                                                                    |                |                                                                                              |                         |                     |
| 64 | 16              | "Ergo, the Booty Call" "Então, é a Surpresa"                       | Gary Halvorson | História: Chuck Lorre e Lee Aronsohn Roteiro: Don Foster e Susan Beavers                     | 6 de março de 2006      | 17.06               |
| Preocupado por namorar uma mulher com a metade de sua idade – e com vergonha de apresentá-la a Evelyn –, Alan quer evitar levar Kandi (April Bowlby), a namorada sexy de 22 anos de idade, à festa de aniversário de Jake. Citação do título: Alan, inventando uma explicação para Jake sobre o que é uma chamada erótica (ou sobre qual era a "surpresa" que Kandi veio trazer para Alan, na dublagem brasileira.) |                 |                                                                    |                |                                                                                              |                         |                     |
| 65 | 17              | "The Unfortunate Little Schnauzer" "Premiação"                     | Gary Halvorson | História: Chuck Lorre e Lee Aronsohn Roteiro: Mark Roberts e Eddie Gorodetsky                | 13 de março de 2006     | 17.37               |
| Ao ser nominado para um prêmio de publicidade, Charlie boicota o evento por ter perdido o prêmio para Archie (Jon Lovitz), seu concorrente arrogante, por vários anos seguidos. Citação do título: Charlie, dizendo que ele não vai a um encontro às escuras com a filha de um dos clientes de Evelyn. |                 |                                                                    |                |                                                                                              |                         |                     |
| 66 | 18              | "The Spit-Covered Cobbler" "Despesas"                              | Gary Halvorson | História: Eddie Gorodetsky & Mark Roberts Roteiro: Chuck Lorre e Lee Aronsohn                | 20 de março de 2006     | 16.72               |
| Alan tem problemas financeiros por cobrir os gastos de Kandi, sua jovem namorada. Quando o carro de Kandi quebra, Alan aluga um novo para ela. Citação do título: Charlie, para Jake, usando uma metáfora para descrever Alan e Judith. |                 |                                                                    |                |                                                                                              |                         |                     |
| 67 | 19              | "Golly Moses, She's a Muffin" "Seca"                               | Gary Halvorson | História: Chuck Lorre e Lee Aronsohn Roteiro: Mark Roberts e Eddie Gorodetsky                | 10 de abril de 2006     | 14.05               |
| Kandi passa a morar com Alan e Charlie, causando tensão na casa. Citação do título: Berta, depois de ver Kandi de biquíni. |                 |                                                                    |                |                                                                                              |                         |                     |
| 68 | 20              | "Always a Bridesmaid, Never a Burro" "Reconciliação"               | Gary Halvorson | História: Chuck Lorre e Lee Aronsohn Roteiro: Susan Beavers e Don Foster                     | 24 de abril de 2006     | 14.47               |
| Agora, Charlie está saindo com Mandi (Gail O'Grady), mãe de Kandi. Citação do título: Charlie, para Alan, sobre um show, enquanto na cama com Mandi. |                 |                                                                    |                |                                                                                              |                         |                     |
| 69 | 21              | "And the Plot Moistens" "O Musical"                                | Jerry Zaks     | História: Eddie Gorodetsky e Jim Patterson Roteiro: Chuck Lorre, Lee Aronsohn e Mark Roberts | 1 de maio de 2006       | 14.31               |
| Francine (Julia Campbell), professora de Jake, chama Alan e Judith para discutirem a falta de interesse de Jake pela escola. Citação do título: Charlie, depois de inventar uma desculpa para o comportamento de Alan. |                 |                                                                    |                |                                                                                              |                         |                     |
| 70 | 22              | "Just Once with Aunt Sophie" "A Primeira Vez"                      | Lee Aronsohn   | Chuck Lorre e Lee Aronsohn                                                                   | 8 de maio de 2006       | 14.87               |
| Quando uma menina bonita da escola de Jake o convida para uma festa, Charlie se intromete na conversa entre pai e filho para dar seus próprios conselhos sobre mulheres ao sobrinho. Citação do título: Alan, sobre sua primeira (e única vez) em que ele "ficou chapado". |                 |                                                                    |                |                                                                                              |                         |                     |
| 71 | 23              | "Arguments for the Quickie" "Desculpa para Uma Rapidinha"          | James Widdoes  | História: Susan Beavers e Don Foster Roteiro: Chuck Lorre e Lee Aronsohn                     | 15 de maio de 2006      | 11.04               |
| Quando Charlie fica sabendo que Mia, sua ex-namorada, está na cidade com um grupo de dança e quer que ele vá à apresentação dela, ele prefere não ir. Citação do título: Charlie, antes de Mia contar que ela quer o esperma de Charlie. |                 |                                                                    |                |                                                                                              |                         |                     |
| 72 | 24              | "That Pistol-Packin' Hermaphrodite" "Casamento"                    | James Widdoes  | História: Chuck Lorre e Lee Aronsohn Roteiro: Susan Beavers e Don Foster                     | 22 de maio de 2006      | 15.51               |
| Enquanto Charlie e Mia fazem os preparativos para o casamento, as famílias deles se conhecem e as coisas começam a dar errado. Citação do título: Charlie, descrevendo a irmã policial de Mia. |                 |                                                                    |                |                                                                                              |                         |                     |